# IC 883
IC 883 (również PGC 46560, UGC 8387 lub Arp 193) – galaktyka nieregularna (Im/P), znajdująca się w gwiazdozbiorze Psów Gończych. Odkrył ją Rudolf Spitaler 1 maja 1891 roku. Kształt IC 883 wskazuje, że galaktyka ta jest pozostałością po zderzeniu i połączeniu się dwóch bogatych w gaz galaktyk dyskowych. IC 883 jest odległa o około 300 milionów lat świetlnych od Ziemi.
W galaktyce tej zaobserwowano dwie supernowe – SN 2010cu i SN 2011hi.